# MS Liberty of the Seas
MS Liberty of the Seas je 
norveško-američki brod za krstarenje, izgrađen 2007. u finskom brodogradilištu Aker Finnyards u gradu Turku, za kompaniju Royal Caribbean International. Drugi izgrađeni brod iz klase Freedom. Do izgradnje cruisera Oasis of the Seas 2009., bio je zajedno s blizancima Freedom of the Seas i Independence of the Seas najveći putnički brod na svijetu.

## Izgradnja
Izgradnja u suhom doku brodogradlišta Aker Yards (današnji STX Shipbuilding) gdje su također izgrađeni i ostali brodovi klase Freedom, započela je 2005., i trajala je 18 mjeseci. Po dovršenju 2007. pridružio se svome blizancu Freedom of the Seas u primatu najvećeg putničkog broda na svijetu. Isprva je najavljeno da brod biti nazvan Endeavour of the Seas, ali kasnije je to promijenjeno. 19. travnja 2007., isporučen je kompaniji Royal Caribbean International, te je 22. istog mjeseca posjetio Southampton na promotivnom putovanju.  3. svibnja stigao je u New York gdje je 18. svibnja obavljena ceremonija krštenja, te je idućeg dana isplovio na prvo putovanje. Iako 2,4 m uži, 6 m kraći, s 1,5 m manjim gazom, 8,3 m niži i 8,5 čvorova sporiji, Liberty of the Seas smatra se većim od britanskog transatlantika Queen Mary 2 radi veće tonaže. Dok je bruto tonaža bila procijenjena između 154 000 brt i 160 000 brt, službena procjena norveškog pomorskog klasifikacijskog društva Det Norske Veritas, je 154 407 brt, što ga u odnosu na 148 528 brt QM2, čini zajedno sa svojim blizancima trenutno najvećim putničkim brodom. Cijena izgradnje je 870 milijuna američkih dolara.

## Tehničke karakteristike
Liberty of the Seas je dugačak 338,91 m i širok 56,08 m. Plovi brzinom od 21,6 čvorova (40 km/h), što omogućavaju 6 Wärtsilä 46 V12 dizel motora, svaki 12,6 MW (17 000 ks), 514 rpm. Potisak omogućavaju 3 Asea Brown Boveri (ABB) Azipod pogonske elektro-gondole - jedna fiksna, dvije azimutne, ukupne snage 42 MW. Brod također raspolaže s 4 dodatna pramčana potisnika radi lakšeg manevriranja u lukama i 30 čamaca za spašavanje. Potrošnja goriva je 12,80 t na sat, 

## Interijeri
Liberty of the Seas raspolaže s 18 paluba, od kojih 15 za putnike. 242 vanjske kabine bez balkona (cca. 15 m²), 842 kabine s balkonom (cca. 19 m²), 733 unutarnje kabine (172 s pogledom na unutrašnju promenadu). Najveći, predsjednički apartman ima 113 m². Standardni kapacitet putnika je 3600, ili 4370 pri maksimalnoj popunjenosti, što zajedno s posadom od 1360, čini ukupno 5730 ljudi na brodu. Također se ističu 135 m dugačka, 9 m široka i četiri palube visoka središnja šetno-trgovačka paluba (Royal Promenade) oko koje su koncentrirani glavni restorani, trgovački i zabavni centri, biblioteka i teatar s 1350 sjedećih mjesta. 

## Destinacije
Liberty of the Seas trenutno plovi izmjenjujući sedmodnevne itinerere za istočne i zapadne Karibe s polascima iz Miamija na Floridi. Istočni Karibi: Pristajanja u Miami Florida, San Juan Portoriko, Philipsburg St. Maarten, Labadee Haiti, Miami. Zapadni Karibi s pristajanjima u Labadee (Haiti),
Montego Bay (Jamajka), Georgetown (Grand Cayman), Cozumel (Meksiko), Miami (Florida).

## Galerija
- San Juan, Puerto Rico, 3. rujna 2007.
- Labadee, Haiti, 21. travnja 2008.
- Miami, Florida, 21. veljače 2009.
- Cozumel, Meksiko, 24. travnja 2008.

## Vanjske poveznice
- Službena stranica - royalcaribbean.com
- stxeurope.com   Arhivirana inačica izvorne stranice od 28. siječnja 2012. (Wayback Machine)
- DET NORSKE VERITAS   Arhivirana inačica izvorne stranice od 5. veljače 2012. (Wayback Machine)
- Foto galerija - libertyoftheseasondemand.com   Arhivirana inačica izvorne stranice od 9. ožujka 2009. (Wayback Machine)
- Foto galerija - cruises.about.com   Arhivirana inačica izvorne stranice od 5. rujna 2013. (Wayback Machine)
- beyondships.com   Arhivirana inačica izvorne stranice od 13. kolovoza 2013. (Wayback Machine)
- cruiseclues.com   Arhivirana inačica izvorne stranice od 3. rujna 2013. (Wayback Machine)
- seascanner.com
- cruiseweb.com
- Foto galerija - cruiseweb.com
- Trenutna lokacija broda - sailwx.info   Arhivirana inačica izvorne stranice od 3. rujna 2013. (Wayback Machine)